# Chrám Všech svatých na Rusi (Paříž)
Chrám Všech svatých na Rusi (francouzsky Église de Tous les Saints glorifiés en Terre Russe, rusky Храм Всех Святых, в земле Российской просиявших) je ortodoxní farní kostel v 16. obvodu v Paříži, v ulici Rue Claude Lorrain. Chrám slouží Ruské zahraniční pravoslavné církvi.

## Historie
Po druhé světové válce existovala v Paříži farnost Ruské zahraniční pravoslavné církve, která byla připojena k moskevskému patriarchátu Ruské pravoslavné církve, poté byla součástí Západoevropského exarchátu ruských farností. Část farníků se ale rozhodla zůstat součástí zahraniční pravoslavné církve a v roce 1955 zřídili v nevyužívané garáži kapli Všech svatých na Rusi. V roce 1956 začal sbor používat vhodnější prostory v ulice Rue Ribera v 16. pařížském obvodu, kde se konaly pravidelné služby. V roce 1960 farnost zakoupila v 16. obvodu vilu v ulici Rue Claude Lorrain, která začala sloužit liturgii. Chrám byl vysvěcen 25. prosince 1961 a stal se katedrálou Západoevropské eparchie.
26. dubna 2001 bylo na synodě zahraniční pravoslavné církve rozhodnuto o zrušení sídla biskupa v Paříži.